# Stazione di Ginosa
La stazione di Ginosa è una stazione ferroviaria ubicata sulla Ferrovia Jonica nel centro abitato di Marina di Ginosa, frazione di Ginosa, in provincia di Taranto.

## Caratteristiche
La stazione è semplicemente composta da un binario passante mentre gli altri due binari sono fuori servizio. La stazione è classificata di categoria "Bronze" ed è servita da treni regionali per Taranto e Potenza Centrale.